# Krystian Ochman
Krystian Jan Ochman (művésznevén: Ochman), (Melrose, 1999. július 19. – ) amerikai-lengyel énekes, dalszerző. A 2020-as The Voice lengyel változatának győztese. Ő képviseli Lengyelországot a 2022-es Eurovíziós Dalfesztiválon, Torinóban, a River című dallal.

## Magánélete
Ochman Massachusetts tagállamban található Melroseban született lengyel családba. A Thomas Sprigg Wootton Középiskolában érettségizett, majd a katowicei Karol Szymanowski Zeneakadémián folytatta tanulmányait.

## Pályafutása
Középiskolás korában kezdett el énekelni. 2020-ban jelentkezett a The Voice lengyel változatának tizenegyedik évadába, amit később sikerült megnyernie. Győzelme után az Universal Music Polska lemezkiadóval kötött szerződést. 
2022. január 14-én vált hivatalossá, hogy az énekes River című dala is bekerült a Tu bije serce Europy! Wybieramy hit na Eurowizję elnevezésű lengyel eurovíziós nemzeti döntő mezőnyébe. A február 19-én tartott döntőben végül a nézői szavazatok 51 százalékával megnyerte a dalválasztót, így ő képviselheti Lengyelországot az Eurovíziós Dalfesztiválon. A dalfesztivál előtt Londonban, Tel-Avivban, Amszterdamban és Madridban eurovíziós rendezvényeken népszerűsíti versenydalát.

## Diszkográfia

### Stúdióalbumok
- Ochman (2021)

### Kislemezek
- Złodzieje Wyobraźni (2021)
- Christmas Vibes (2021)
- River (2021)